# Melina Mercouri
Melina Mercouri (grec moderne : Μελίνα Μερκούρη), née le 18 octobre 1920 à Athènes et morte le 6 mars 1994 à New York, est une actrice, chanteuse et femme politique grecque.

## Biographie

### Jeunesse
Amalía-María Mercoúri est née le 18 octobre 1920 dans une famille de la grande bourgeoisie athénienne, originaire d'Argolide dans le Péloponnèse. Son grand-père, Spyrídon Merkoúris, conservateur et opposant à Elefthérios Venizélos, fut maire d'Athènes et son père, Stamatis Mercouris (en), ancien officier de l'armée grecque, fut député.
Elle est élevée par des gouvernantes étrangères et des institutrices françaises qui lui apprennent l'anglais et le français en plus du grec.
Elle se marie à 15 ans pour fuir le milieu familial. Elle divorce à 18 ans.

### Carrière
Elle s'inscrit à l'Institut dramatique du théâtre national de Grèce à Athènes, où elle est l'élève de Dimítris Rondíris, un disciple de Max Reinhardt. Il la forme au répertoire ibsénien. Elle commence alors une carrière de comédienne qui se déroule entre Athènes et Paris, travaillant notamment avec Marcel Achard.
En 1949, elle réussit à échapper au répertoire dans lequel Rondíris l'avait cantonnée. Elle se tourne vers Karolos Koun (en) et la méthode de Constantin Stanislavski. Si elle triomphe dans les pièces contemporaines, ses rôles dans des tragédies antiques ne sont pas aussi réussis.
Le cinéaste grec Michael Cacoyannis, futur réalisateur de Zorba le grec (1964), lui offre son premier rôle au cinéma en 1955 dans Stella, film qui lui apporte d'emblée la notoriété. Peu après, elle rencontre le réalisateur américain en exil Jules Dassin, dont elle devient l'égérie. Dassin la fait tourner dans huit films et ils se marient en 1966. Le film Jamais le dimanche (1960) apporte au couple une grande renommée internationale. Pour ce film, Melina Mercouri reçoit le prix d’interprétation féminine au festival de Cannes et est nommée aux Oscars. La chanson qu'elle y interprète : Les Enfants du Pirée obtient, en 1961, l'Oscar de la meilleure chanson originale.
Privée de ses droits civiques à la suite du coup d'État fomenté en Grèce par les colonels en 1967, Melina Mercouri s'exile en France. Dans des tournées internationales, elle se fait dès lors le chantre de la résistance grecque à la dictature.
Dès la chute de la dictature, en 1974, elle rentre en Grèce où elle entame une carrière politique qui l'amène à progressivement arrêter le cinéma. Elle est successivement députée du Mouvement socialiste panhellénique pour Le Pirée en 1978 et ministre de la culture de 1981 à 1989, puis de 1993 jusqu'à sa mort. Elle s'est battue notamment, mais sans succès, pour le retour des frises du Parthénon exposées au British Museum, les marbres d'Elgin. Ainsi, en 1986, elle prononce un de ses importants discours à l'Oxford Union. Dans le cadre du Conseil de l'Union européenne, elle crée, en 1985, le concept des capitales européennes de la culture. Conçue pour « contribuer au rapprochement des peuples européens », son idée était de désigner deux villes par an pour accueillir le théâtre de manifestations artistiques et mettre à l'honneur leur patrimoine historique et culturel.

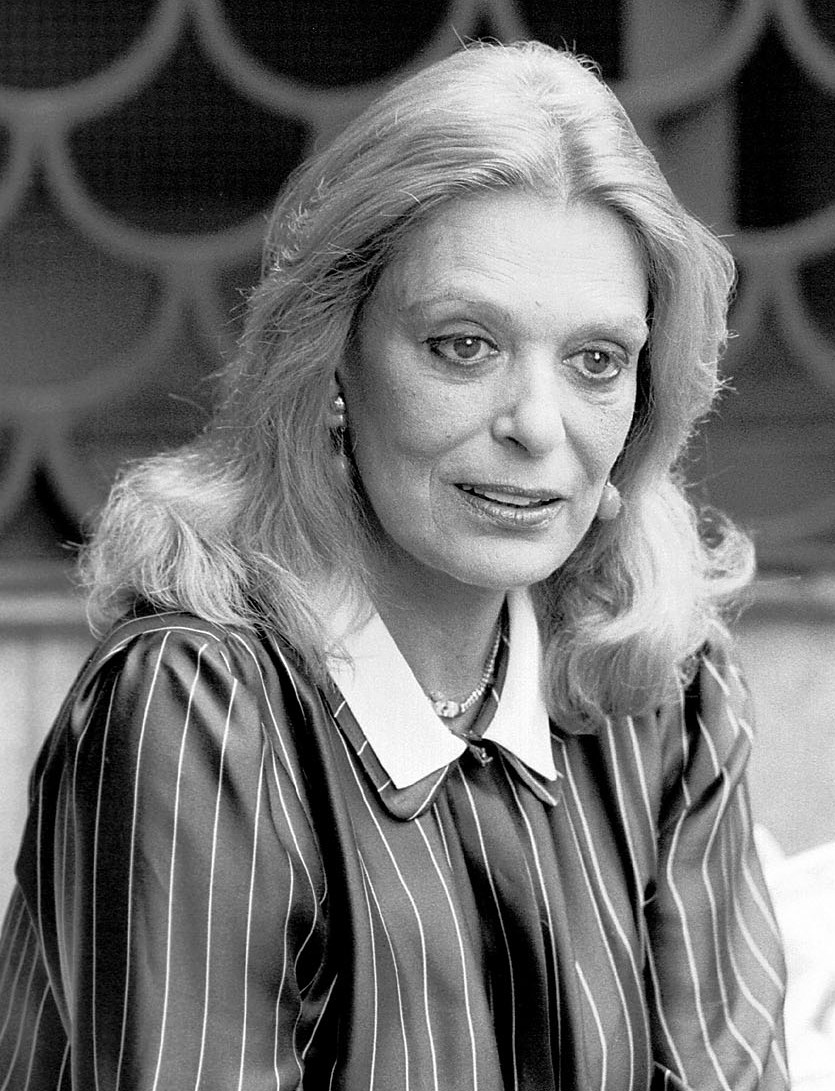
Melina Mercouri en 1982 à Stockholm.

### Mort et héritage
Grande fumeuse, elle meurt à 73 ans d'un cancer du poumon le 6 mars 1994, au Memorial Hospital de New York, et une semaine de deuil national est alors décrétée en Grèce. Elle est inhumée dans le Premier cimetière d'Athènes.
La Fondation Melina Mercouri s'occupe aujourd'hui de la préservation des monuments grecs antiques.

## Théâtre
- 1949 : Un tramway nommé Désir de Tennessee Williams
- 1951 : Le Moulin de la galette de Marcel Achard, mise en scène Pierre Fresnay, Théâtre de la Michodière
- 1952 : Les Compagnons de la marjolaine de Marcel Achard, mise en scène Yves Robert, Théâtre Antoine
- 1953 : Il était une gare de Jacques Deval, mise en scène Jean Darcante, Théâtre de la Renaissance
- 1962 : Flora de Fabio Mauri et Franco Brusati, mise en scène Jules Dassin, Théâtre des Variétés

## Filmographie
- 1955 : Stella, femme libre (Στέλλα) de Michael Cacoyannis : Stélla
- 1957 : Celui qui doit mourir de Jules Dassin : Katerina
- 1958 : Gipsy (The Gypsy and the Gentleman) de Joseph Losey : Belle
- 1959 : La Loi (La legge) de Jules Dassin : Donna Lucrezia
- 1960 : Jamais le dimanche (Ποτέ την Κυριακή) de Jules Dassin : Ilya
- 1961 : Le Jugement dernier (Il giudizio universale) de Vittorio De Sica : la dame étrangère
- 1961 : Vive Henri IV, vive l’amour ! de Claude Autant-Lara : Marie de Médicis
- 1962 : Phaedra (Φαίδρα) de Jules Dassin : Phèdre
- 1963 : Les Vainqueurs (The Victors) de Carl Foreman : Magda
- 1964 : Topkapi de Jules Dassin : Elizabeth Lipp
- 1965 : Les Pianos mécaniques (Los pianos mecánicos) de Juan Antonio Bardem : Jenny
- 1966 : D pour danger (A Man Could Get Killed) de Ronald Neame et Cliff Owen : Aurora/Celeste da Costa
- 1966 : Dix heures et demie du soir en été (10:30 P.M. Summer) de Jules Dassin : Maria
- 1969 : Gaily, Gaily de Norman Jewison : Lil
- 1970 : La Promesse de l'aube (Promise at Dawn) de Jules Dassin : Nina Kacewa
- 1974 : The Rehearsal (Η Δοκιμή) de Jules Dassin
- 1975 : Jacqueline Susann’s Once Is Not Enough (Once Is Not Enough) de Guy Green : Karla
- 1977 : Drôles de manières (Nasty Habits) de Michael Lindsay-Hogg : Sœur Gertrude
- 1978 : Cri de femmes (Κραυγή Γυναικών) de Jules Dassin : Maya/Médée

## Hommages
En 1987, le jury du Prix Europe pour le Théâtre décerne à Melina Mercouri un prix spécial de la présidence,.
En 2014, la ville de Paris a donné son nom à la place Mélina-Mercouri en sa mémoire, dans le 20e arrondissement.